# I. A. L. Diamond
I. A. L. Diamond (născut Ițec Domnici la 27 iunie 1920, Ungheni, Regatul României [în prezent Republica Moldova] – d. 21 aprilie 1988, Beverly Hills, California, Statele Unite) a fost un scenarist american de origine româno-evreiască.

## Filmografie

### Scenarist
- Buddy Buddy (1981)
- Fedora (1978)
- The Front Page (1974)
- Avanti! (1972)
- The Private Life of Sherlock Holmes (1970)
- Cactus Flower (1969)
- The Fortune Cookie (1966)
- Kiss Me, Stupid (1964)
- Irma la Douce (1963)
- One, Two, Three (1961)
- Apartamentul (1960)
- Unora le place jazz-ul (1959) (scenariu)
- Merry Andrew (1958)
- Love in the Afternoon (1957)
- That Certain Feeling (1956)
- Something for the Birds (1952)
- Afaceri încurcate (1952)
- Let's Make It Legal (1951)
- Love Nest (1951)
- It's a Great Feeling (1949) (story)
- The Girl from Jones Beach (1949)
- Two Guys from Texas (1948)
- Romance on the High Seas (1948) (dialoguri suplimentare)
- Always Together (1948)
- Love and Learn (1947)
- Never Say Goodbye (1946)
- Two Guys from Milwaukee (1946)
- Murder in the Blue Room (1944)

### Producător asociat
- Fedora (1978)
- The Private Life of Sherlock Holmes (1970)
- The Fortune Cookie (1966)
- Kiss Me, Stupid (1964)
- Irma la Douce (1963)
- One, Two, Three (1961)
- The Apartment (1960)
- Some Like It Hot (1959)

## Vezi și
- Listă de români americani

[[Categorie:]]